# Cheiramiona kalongensis
Cheiramiona kalongensis är en spindelart som beskrevs av Leon N. Lotz 2003. Cheiramiona kalongensis ingår i släktet Cheiramiona och familjen sporrspindlar.
Artens utbredningsområde är Kongo. Inga underarter finns listade i Catalogue of Life.